# Grégoire Kayibanda
Grégoire Kayibanda, född 1 maj 1924 i Tare, död 15 december 1976, var en rwandisk politiker och Rwandas president 1962-1973.

## Biografi
Kayibanda var Rwandas förste folkvalda president. Han var en av ledarna i självständighetskampen mot Belgien och var 1961 med om att störta landets tutsikung, och blev 1962 landets president, omvald 1965 och 1969.
Efter självständigheten och monarkins avskaffande 1961 inrättades Dominique Mbonyumutwa till interimspresident. I slutet av året valdes Kayibanda till president i landets första demokratiska val. Under sin tid vid makten såg han genom sitt parti Parmehutu till att ge etniska hutuer, som under kolonialtiden haft färre rättigheter är tutsier, politisk makt. Efter Juvénal Habyarimanas militärkupp förstärktes dock favoriseringen av hutuer och de etniska skiljelinjerna kom att accentueras. Kayibanda avsattes i militärkuppen 1973, Kayibanda och hans fru svältes till döds i fängelset efter kuppen.